# Dinglichang
Dinglichang (kinesiska: 丁里长镇, 丁里长) är en köping i Kina. Den ligger i provinsen Shandong, i den östra delen av landet, omkring 150 kilometer sydväst om provinshuvudstaden Jinan. Antalet invånare är 36875. Befolkningen består av 18 534 kvinnor och 18 341 män. Barn under 15 år utgör 21,0 %, vuxna 15-64 år 66 %, och äldre över 65 år 11,0 %.
Genomsnittlig årsnederbörd är 685 millimeter. Den regnigaste månaden är juli, med i genomsnitt 197 mm nederbörd, och den torraste är januari, med 3 mm nederbörd.